# 청솔귀뚜라미
청솔귀뚜라미는 메뚜기목 귀뚜라미과의 곤충이다.

## 특징
몸의 색깔은 선명한 녹색이다. 몸의 길이는 20~25mm이다. 암컷은 몸 천체가 녹색이지만, 수컷은 허리 중심 부분이 갈색이다.

## 사진

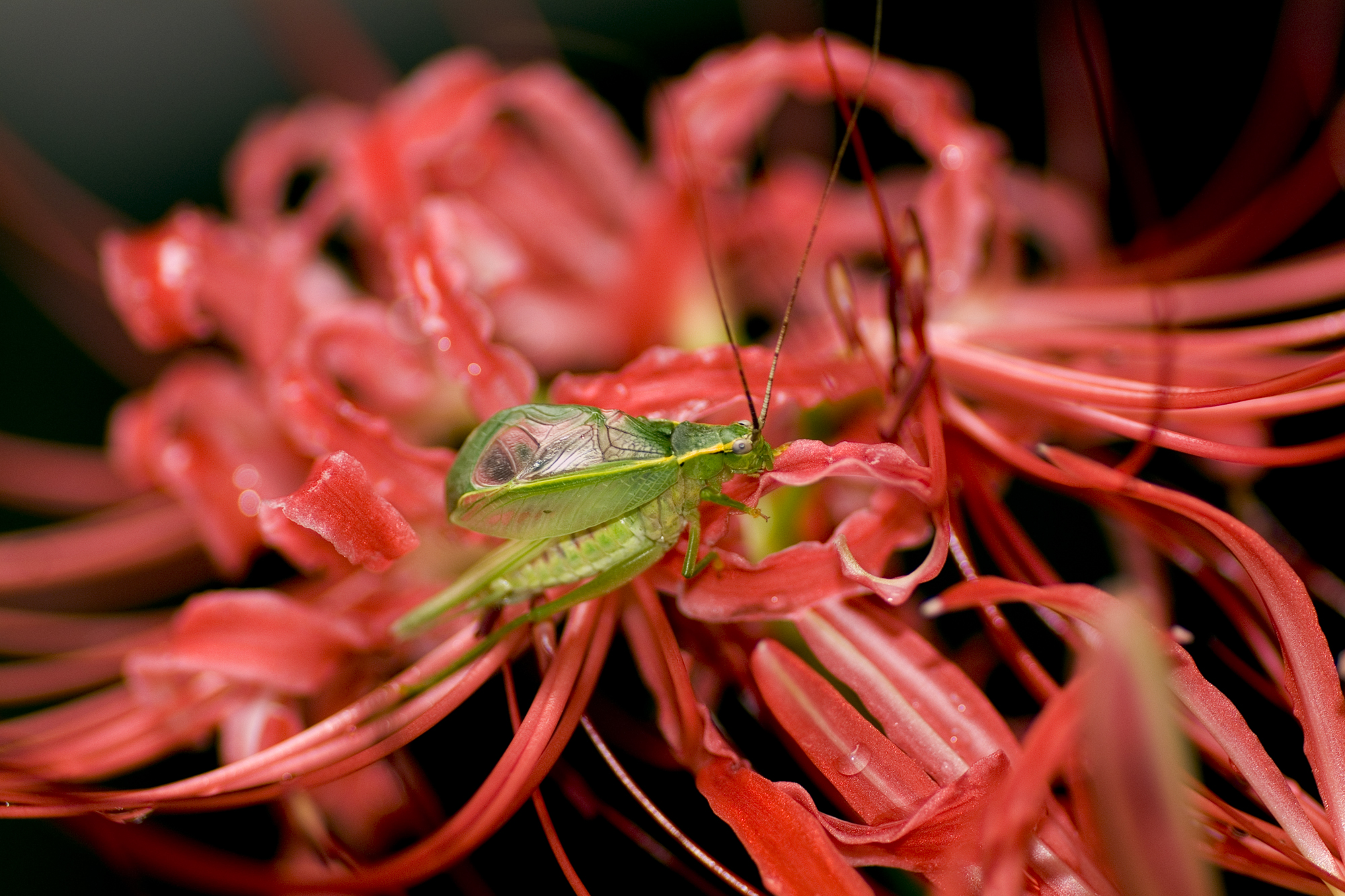
청솔귀뚜라미 수컷